# نسيم بوكماش
نسيم بوكماش (1987 الجزائر) هو لاعب كرة قدم جزائري.

## روابط خارجية
- نسيم بوكماش على موقع قاعدة بيانات كرة القدم.إي يو (الإنجليزية)